# Вулиця Богдана Ліщини (Сіверськодонецьк)
Ву́лиця Богда́на Ліщи́ни (до 27 жовтня 2011 року Заводська) — вулиця у Сіверськодонецьку. Довжина 5 280 метрів. Починається від перетину автошляху на Рубіжне, окружної автодороги і Промислової вулиці. Перетинає бульвар Незалежності України, проспекти Хіміків і Гвардійський та вулицю Миколи Леонтовича. В неї впираються вулиці Механізаторів, Сметаніна, Енергетиків, Федоренка, Молодіжна і Новікова. Закінчується на перетині з вулицею Пивоварова на території селища Лісна Дача. Забудована багатоповерховими житловими будинками і промисловими об'єктами.
Названа на честь почесного громадянина міста Сіверськодонецька, колишнього директора ВАТ «Азот» Богдана Ліщини.